# Канализация
Канализа́ция (от слова канал) — технические сооружения и сети трубопроводов. 
Санитарно-техническая канализация — предназначенные для сбора и удаления твёрдых и жидких продуктов жизнедеятельности человека, хозяйственно-бытовых и дождевых сточных вод, образующихся на территории населённых пунктов с целью их очистки от загрязнений и дальнейшего использования или возвращения в водоём. Является необходимым элементом современного городского и сельского хозяйства и частью системы водоснабжения и водоотведения городского хозяйства. Нарушение его работы может ухудшить санитарно-эпидемиологическую ситуацию в местности. Канализация заканчивается на входе в очистные сооружения или в месте сброса в окружающую среду.
Кабельная канализация служит для прокладки под землёй силовых и слаботочных (телекоммуникационных — электрических или оптических) кабелей.

## История

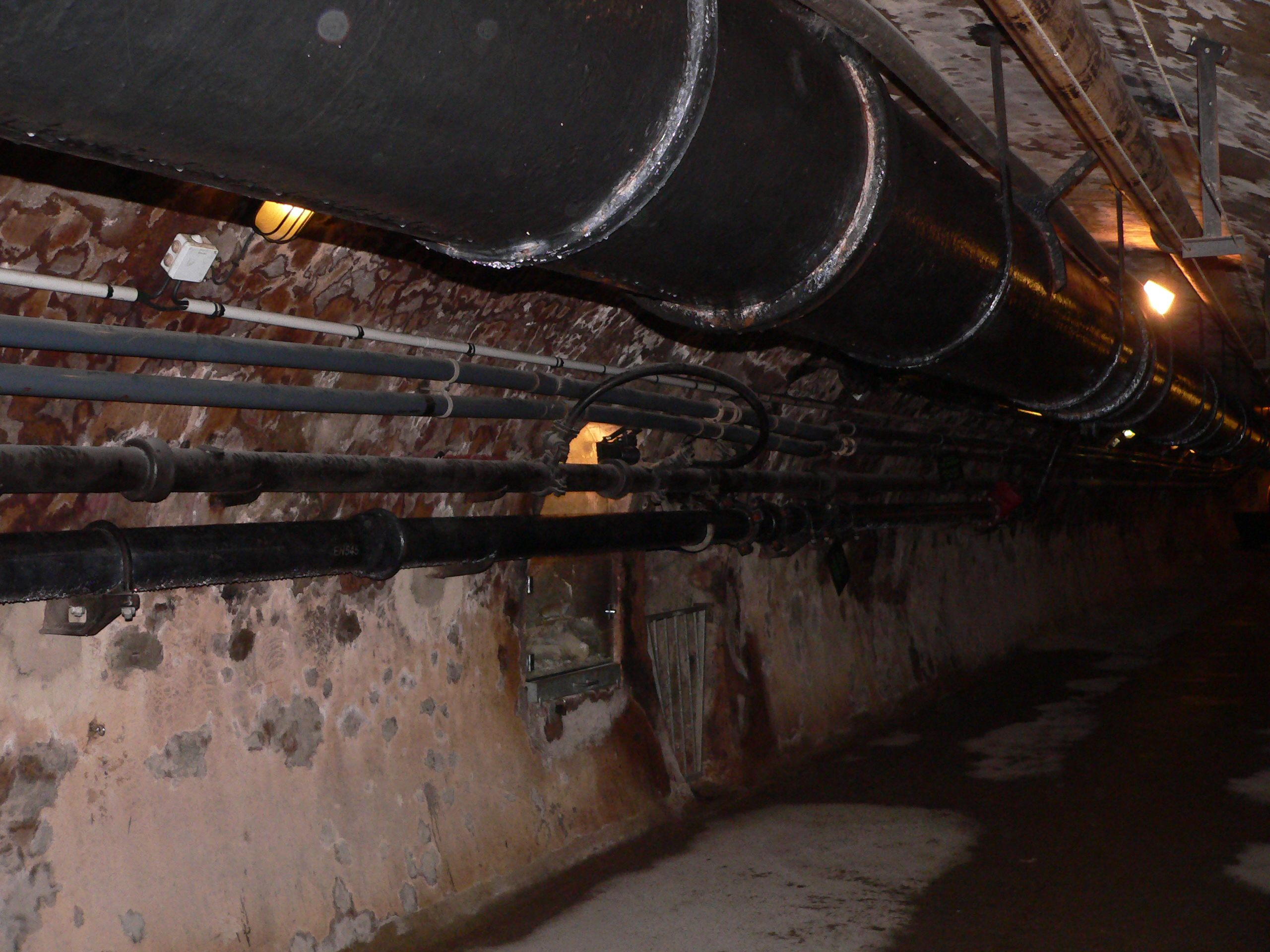
Парижская канализация

Наиболее ранние сооружения, выполняющие роль канализации, обнаружены в городах индской цивилизации: в Мохенджо-Даро, возникшем около 2598 года до н. э., обнаружены едва ли не первые известные археологам общественные туалеты, а также система городской канализации.
Найдены также канализационные сооружения в древнем Вавилоне, вторые по древности.
В Древнем Риме грандиозный инженерный проект канализации — Большая Клоака — создана при пятом царе Древнего Рима Луции Тарквинии Приске.
В Древнем Китае канализация существовала в нескольких городах, например, в Линьцзы.
Начиная с раннего Средневековья и до середины XVIII века о канализации забыли. Ее не было ни во дворцах, ни в обычных домах. Нечистоты выливали из ночных ваз на улицы, нередко прямо из окон, что способствовало массовым эпидемиям тифа и холеры, которые выкашивали целые города. Прообразы современной канализации начали появляться в XVIII веке в Европе. Однако это была не централизованная, а местная канализация, все содержимое которой поступало в выгребные ямы, или в дождевые сливы, расположенные рядом с жильем. Появление централизованной канализации  стало возможным лишь к концу XIX века, благодаря появлению центрального водопровода и электричества, а следовательно и механизации. С помощью насосов работающих на электромоторах подача и отведение воды и отходов жизнедеятельности теперь осуществлялась не в сточные канавы или ямы, а через коллекторную систему на специальные поля фильтрации, за пределами населенных пунктов.
В современной России по данным Росстата на 2019 год 22,6% населения не имеет доступа к централизованной канализации. Большинство таких семей пользуются выгребными ямами.

## Классификация

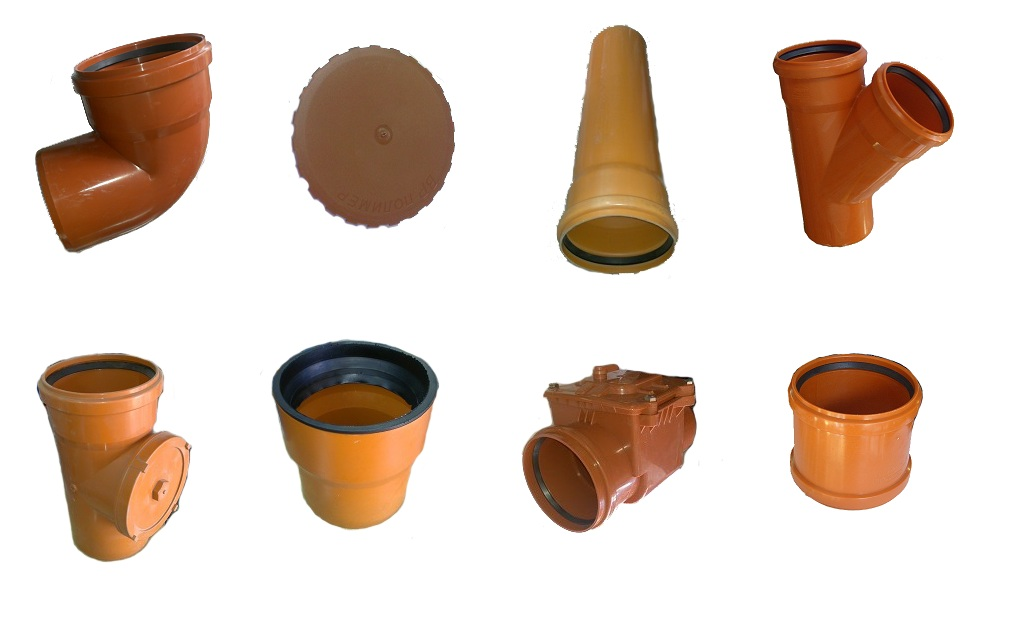
Канализационный фитинг из ПВХ (наружный)

По целям и месторасположению систему канализации можно разделить на три больших раздела:
- внутренняя канализация — система сбора стоков внутри зданий и сооружений и доставки их в систему наружной канализации;
- наружная канализация — система сбора стоков от зданий и сооружений и доставки их к сооружениям очистки либо к месту сброса в водоприёмник;
- система очистки стоков.

По собираемым стокам канализация подразделяется на:
- хозяйственно-фекальную (бытовую) канализацию (обозначение К1);
- дождевую канализацию (обозначение К2);
- производственную канализацию (обозначение К3).

Хозяйственно-фекальная (бытовая) канализация бывает:
- централизованная;
- автономная;

### Внутренняя канализация

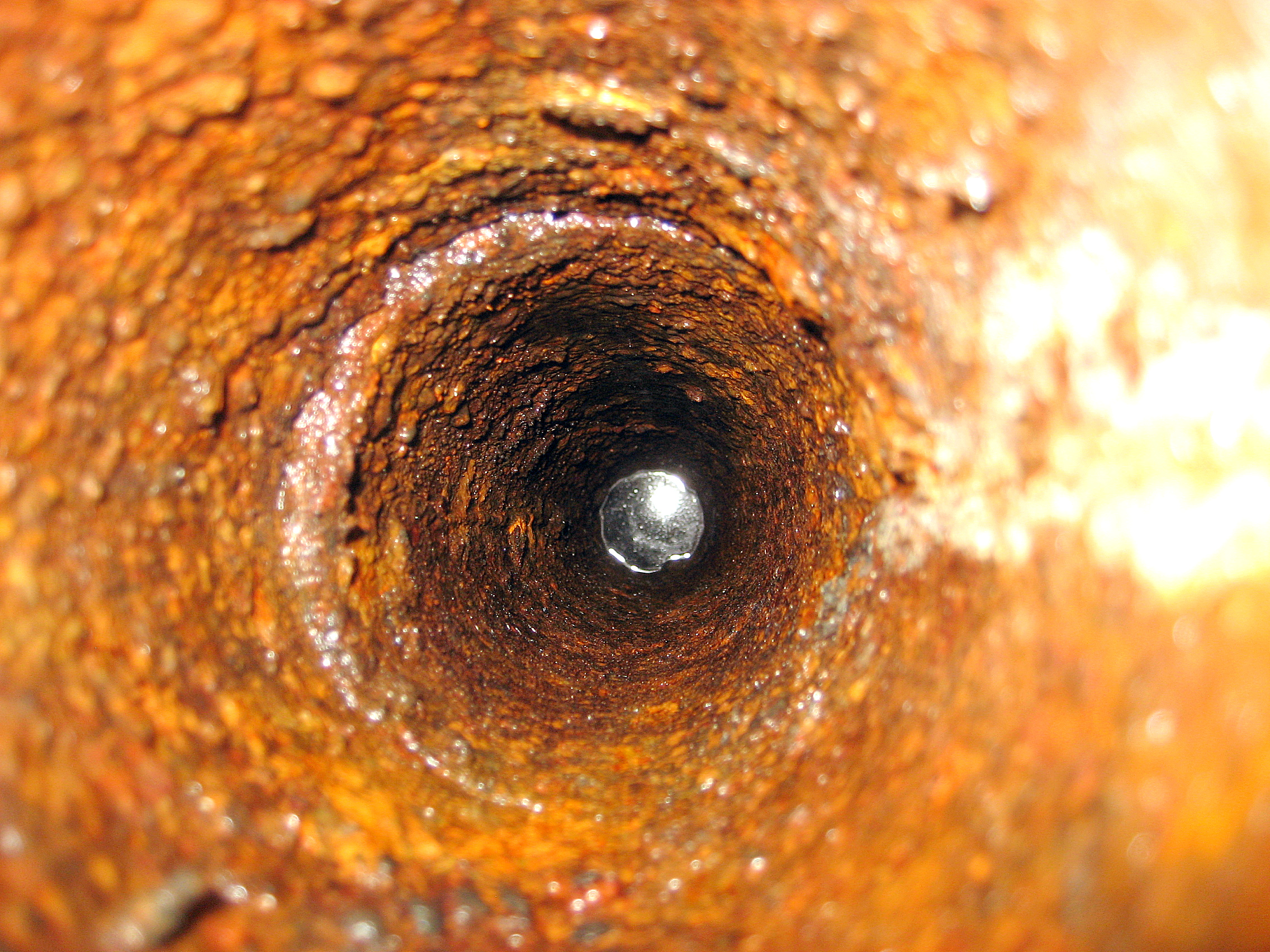
Канализационный стояк изнутри

Внутренняя канализация зданий, как правило, имеет следующие элементы:
- Водоприёмные приборы:
  - раковины;
  - ванны;
  - унитазы;
  - писсуары;
  - биде;
  - трапы;
  - душевые кабины;
  - водосборные воронки;
  - производственное оборудование.
- Система трубопроводов:
  - вентиляционные стояки, выводимые на кровлю или вакуумные клапаны;
  - подводки и коллекторы — горизонтальные трубопроводы;
  - стояки — вертикальные трубопроводы;
  - ревизии и прочистки;
  - выпуски в наружную канализацию;
  - запорная арматура на выпусках;
  - звуковая изоляция.
- Дополнительные элементы:
  - системы подкачки стоков (например, канализационные установки);
  - локальные системы очистки.

### Наружная канализация

Элемент локальных очистных сооружений

Наружные канализационные сети, как правило, являются самотёчными, прокладываются с уклоном по ходу стоков,
Наружная канализация может быть организована по следующим системам:
- общесплавная — коллекторы принимают и дождевые, и хозяйственно-бытовые стоки;
- раздельная — существуют отдельные коллекторы для принятия дождевых и хозяйственно-бытовых стоков;
- полураздельная — сети раздельно собирают дождевые и хозяйственно-бытовые стоки, доставляя их в общесплавной коллектор.

Наружная канализация подразделяется на:
- внутридворовые сети;
- уличные сети;
- коллекторы.

Элементами наружных сетей являются:
- трубопроводы;
- колодцы (смотровые, поворотные, перепадные и так далее). Как правило, снабжены люками c крышками и скобами для спуска в них обслуживающего персонала;
- насосные станции подкачки;
- локальные очистные сооружения;
- септики;
- выпуски в водоприёмники.

## Материалы

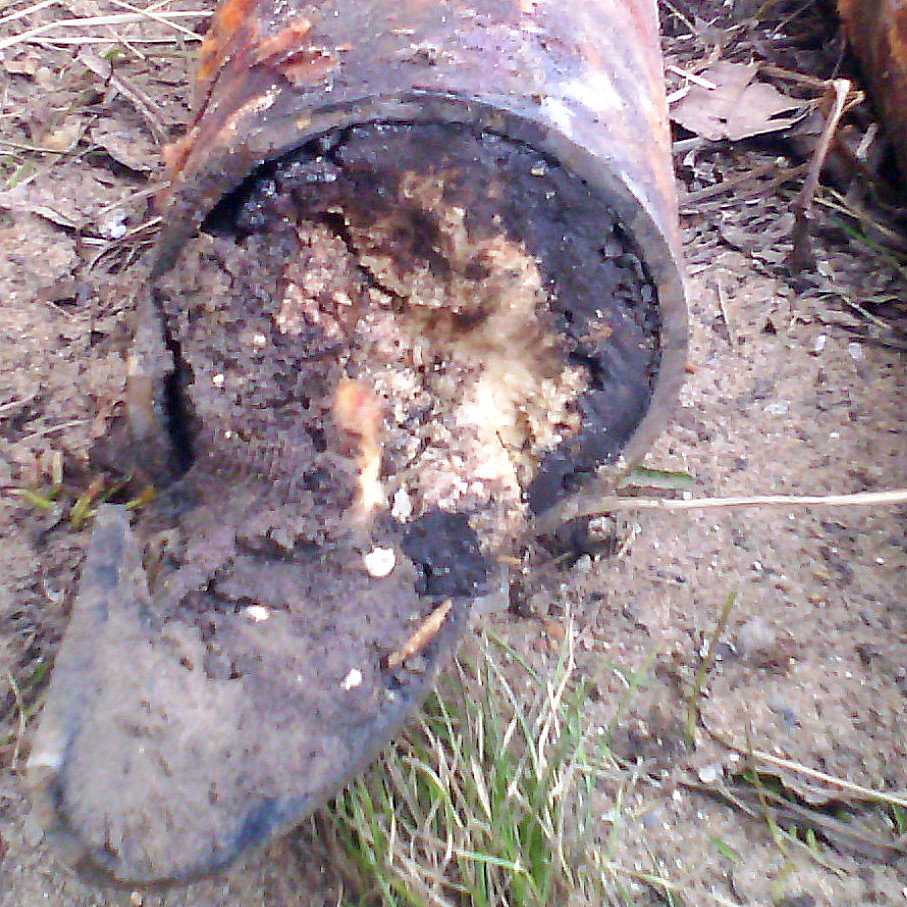
Чугунная канализационная труба после 40 лет интенсивной эксплуатации

К материалам, применяемым в системах канализации, предъявляются повышенные требования из-за агрессивности среды переносимых стоков. Трубопроводы как правило применяют из следующих материалов:
- чугун;
- ПЭ (полиэтилен);
- ПП (полипропилен);
- ПВХ (поливинилхлорид);
- НПВХ (поливинилхлорид непластифицированный)[3];
- стеклопластик;
- железобетон (на наружных сетях диаметром от 150 мм) — используется в основном для коллекторов больших диаметров.

Реже используются:
- стеклянные трубы;
- деревянные трубы;
- керамические трубы;
- асбестоцементные трубы.

Колодцы различного назначения сооружаются из сборного или монолитного железобетона, различных прочных пластмасс.

## Проблемы
Инфраструктура канализационной системы часто снижает уровень грунтовых вод в районах (особенно в густонаселенных), где дождевая вода (с крыш домов) напрямую попадает в систему, а не впитывается почвой. В некоторых районах это привело к значительному снижению уровня грунтовых вод. Например, в Бельгии уровень грунтовых вод снизился на 100 метров. Пресная вода, накапливаемая системой, затем направляется в море.